# 19528 Delloro
19528 Delloro este un asteroid din centura principală de asteroizi.

## Descriere
19528 Delloro este un asteroid din centura principală de asteroizi. A fost descoperit pe 4 aprilie 1999 la San Marcello Pistoiese de Germano D'Abramo și Andrea Boattini. Asteroidul prezintă o orbită caracterizată de o semiaxă mare de 3,19 ua, o excentricitate de 0,14 și o înclinație de 2,0° în raport cu ecliptica.